# Slow fox
Pour les articles homonymes, voir Foxtrot.
Le slow fox (ou foxtrot) est une danse de salon progressive caractérisée par de longs mouvements fluides et continus sur la piste de danse.
La dénomination slow fox est répandue en France, en Suisse et en Allemagne, mais dans le reste du monde c'est le terme foxtrot qui est utilisé pour nommer cette danse.
La danse est similaire en apparence à la valse anglaise, mais se distingue notamment par un rythme à quatre temps, au lieu de trois. Apparue au début du XXe siècle, cette danse est toujours pratiquée aujourd'hui, principalement comme l'une des cinq danses standard de la danse sportive (DanceSport).

## Historique

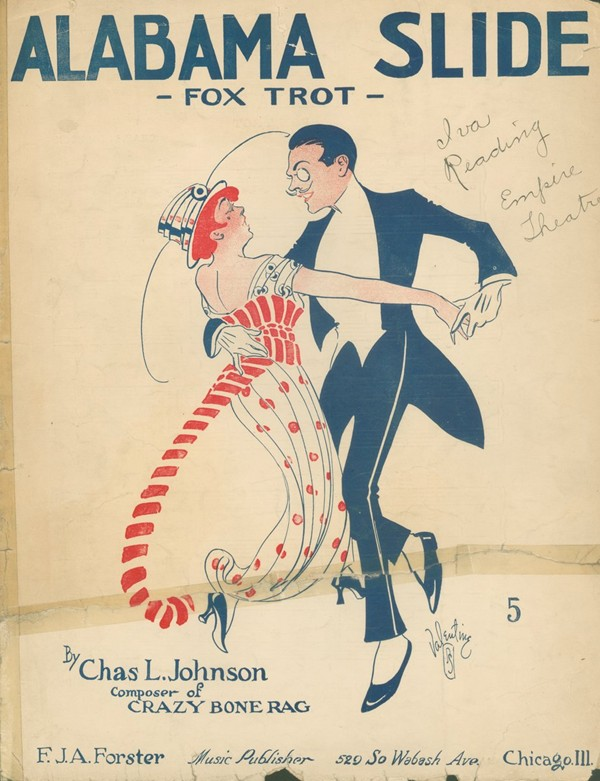
Une vieille couverture montrant un couple dansant le foxtrot.

Cette danse fut créée en 1914, attirant rapidement l'attention de Vernon et Irene Castle qui lui donnèrent son style et son élégance caractéristique. Le nom français slow fox provient de slow foxtrot, littéralement « foxtrot lent », foxtrot étant le nom anglais de la danse. L'origine du nom foxtrot n'est pas claire. Une hypothèse dominante est qu'elle doit son nom à l'acteur de vaudeville Harry Fox (en) qui a grandement participé à sa popularisation. Son spectacle Ziegfeld Follies de 1913 contenait des pas trottants, d'où l'origine possible du nom Fox-trot (littéralement « trot de Fox »). La deuxième hypothèse prédominante est attribuable à Vernon Castle et la professeure de danse Betty Lee qui attribuent l'origine du nom aux danseurs afro-américains. Castle vu la danse « qui avait été dansée depuis quinze ans, à sa connaissance, dans un certain club de danse coloré » [traduit de l'anglais].
William Christopher Handy le « père du blues » (« Father of the Blues ») écrit dans son autobiographie que son The Memphis Blues fut l'inspiration du foxtrot. Durant les pauses entre les « Castle Walk » et « One-step » rapides, le directeur musical de Vernon et Irene Castle, James Reese Europe, jouait le « Memphis Blues » lent. Les Castles étaient intrigués par le rythme et Jim demanda pourquoi ils n'avaient pas créé une danse lente pour aller avec. Les Castles présentèrent ce qu'ils appelaient à l'époque le « Bunny Hug » (« l'étreinte de lapin ») dans un article de magazine. Peu après, durant un voyage vers l'étranger et au milieu de l'océan, ils envoyèrent un message au magazine demandant de changer le nom de la danse de Bunny Hug à Foxtrot. La danse fut ensuite standardisée par Arthur Murray, dont la version commença à imiter les positions du tango.
Le slow fox apparut en France en 1917 à la fin de la Première Guerre mondiale, lorsque les boys du corps expéditionnaire américain vinrent combattre en Europe l'armée impériale allemande aux côtés des Alliés. À sa création, le foxtrot était dansé sur du ragtime et fut également influencé par le negro spiritual. Dansée initialement sur des rythmes lents, la musique s'accéléra rapidement. Dans les années 1920, les orchestres jouaient jusqu'à 180 battements métronomes. Dès les années 1910 et jusqu'au travers des années 1940, le foxtrot était la musique rapide la plus populaire, et une grande partie des disques créés durant cette période étaient des foxtrots. La valse et le tango, bien qu'également populaires, ne surpassèrent jamais le foxtrot. Même la popularité du Lindy hop dans les années 1940 n'affecta pas la popularité du foxtrot, car ce dernier pouvait être dansé sur les mêmes disques utilisés pour accompagner le Lindy hop.
Lorsque le rock'n'roll fit son apparition au début des années 1950, les maisons de disques n'étaient pas certaines de quel style de danse était le plus adapté à ce nouveau genre. Decca Records, notamment, publia ses premiers disques de rock'n'roll sous l'appellation « foxtrot », notamment « Rock Around the Clock » de Billy Haley and His Comets. Comme ce single s'est vendu selon certaines sources à plus de 25 millions d'exemplaires, Rock Around the Clock peut être considéré comme le « foxtrot » le plus vendu de l'histoire. Aujourd'hui, cette danse est souvent accompagnée par la même musique Big Band sur laquelle le swing est aussi dansé.
Au fil du temps, et par le fait que cette danse était dansée à la fois sur des rythmes rapides et sur des rythmes lents, le foxtrot se sépara en une version lente et une version rapide. Depuis 1924 les versions lentes et rapides sont officiellement séparées en « foxtrot » (version lente) et « quickstep » (littéralement : « pas rapide », initialement appelée aussi « quick foxtrot »). Dans la catégorie lente, des distinctions supplémentaires existent entre le style international, ou anglais, du foxtrot et le style continuité américain, tous les deux construits sur un rythme lent-vite-vite au tempo le plus lent, et le style américain social avec un rythme lent-lent-vite-vite souvent sur un tempo un peu plus rapide. Dans le contexte de la catégorie de danse de salon standard international, le foxtrot fut appelé « slow foxtrot » (littéralement foxtrot lent) ou « slowfox ». Ce nom est encore aujourd'hui la dénomination la plus courante de cette danse en français et en allemand mais n'est plus que rarement utilisé en anglais, où il sert à faire la distinction avec les autres styles du foxtrot.
Ce sont les professeurs et danseurs anglais qui allaient, au fil du temps, enrichir cette danse et lui donner finalement sa structure actuelle. Le pas de base emblématique est le pas « plume » (« feather step ») suivi d'un « trois pas » (« three steps ») qui donne son allure chaloupée au slow fox, puis le « chassé » apparu au Championnat du monde de danses de salon de 1922 à Londres. Le slow fox est aujourd'hui une danse de salon de compétition dans la catégorie des danses standard. Parfois considérée comme étant la plus difficile des danses de salon standard à danser correctement, le slow fox ne reste pas moins une danse pratiquée et appréciée par de nombreux danseurs autour du monde.

## Styles

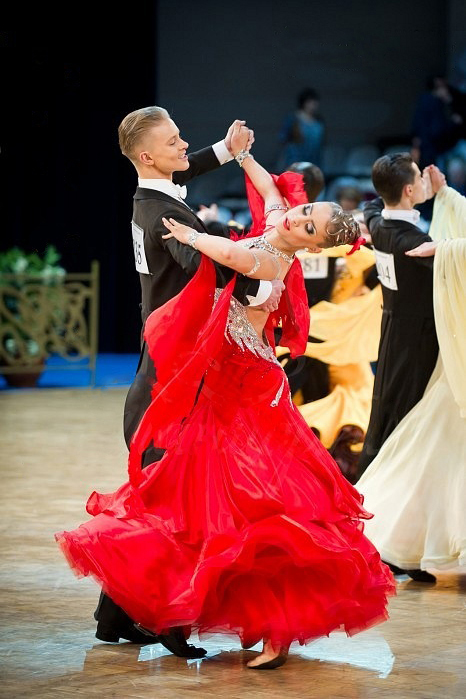
Couple dansant le foxtrot durant une compétition de danse sportive (DanceSport).

Trois styles distincts de foxtrot lent sont pratiqués couramment de nos jours : le style international, ou anglais, le style américain continuité et le style américain social. Tous les trois sont des danses de couples dans lesquelles les partenaires de danse progressent sur la piste de danse dans le sens inverse des aiguilles de la montre et sont dansées plus ou moins sur la même musique. Ces trois styles diffèrent de manière significative dans leur technique, leurs positions et leurs figures de danse.

### Style International
Le style international,,,, est le plus répandu en Europe et dans le monde à l'exception principalement des États-Unis et est dansé aussi bien socialement que compétitivement. Le terme « slow fox » utilisé en français fait typiquement référence à ce style en particulier. Dans cette danse, les deux partenaires gardent un contact corporel au niveau de l'abdomen et de la hanche presque en permanence. Les danseurs s'efforcent à créer une image de déplacement doux et glissant sur la piste de danse. Le contact rapproché des partenaires permet l'exécution de tours très serrés renforcés en plus par l'utilisation de « tours talon » (heel turn en anglais). L'utilisation de tours talon et l'effort requis pour produire le mouvement glissant désiré donnent au slow-fox de style international la réputation de peut-être être la danse de salon la plus difficile à bien danser.
La majorité des figures de cette danse sont basées sur des unités de quatre temps avec le rythme lent-vite-vite se répétant à chaque mesure, ou un lent dure deux temps et un vite dure un temps. Une séquence basique de figures avançant autour d'une piste de danse pourrait se composer par exemple d'un pas plume (feather step, quatre temps), tour inverse avec fin plume (reverse turn with feather finish, huit temps), trois pas (three step, quatre temps), tour naturel (natural turn, quatre temps) avec tour d'impulsion (impetus, quatre temps) et terminaison plume (feather finish, quatre temps) pouvant être suivi à nouveau par un tour inverse. Des variations rythmiques sont aussi utilisées pour augmenter la variété de figures et de positions. Par exemple le weave utilise la structure vite-vite-vite-vite dans une seule mesure tandis que le changement de direction utilise une séquence de quatre pas lents sur deux mesures.

#### Figures
Les figures du slow-fox international sont décrites et régies par la Imperial Society of Teachers of Dancing (en) (ISTD). Le slow fox évoluant avec le temps, cet organisme publie régulièrement les changements de figures ou de pas dans l'ouvrage de référence sur les figures de danses de salon standard, Technique of Ballroom Dancing, écrit à l'origine par Guy Howard et publié pour la première fois en 1976. La dernière édition, de 2016, nomme et décrit en détail les figures dans la liste ci-dessous. Le nom des figures n'étant officiel qu'en anglais, la liste contient une suggestion de traduction en français suivi par le nom anglais entre parenthèses. Les danseurs de plus haut niveaux inventent parfois eux aussi leurs figures qui sont alors souvent transmises visuellement ou de bouche à oreille dans les cours, congrès ou compétitions de danses.
| Figures de Slow-fox 1. Pas plume (Feather Step) 2. Tour inverse (Reverse Turn) 3. Trois pas (Three Step) 4. Tour naturel (Natural Turn) 5. Tour d'impulsion fermé (Closed Impetus Turn) 6. Fin plume (Feather Finish) 7. Vague inverse (Reverse Wave) 8. 1-4 Vague inverse suivi par entrelacs (1-4 Reverse Wave followed by Weave) 9. Changement de direction (Change of Direction) 10. Entrelacs naturel (Natural Weave) 11. Télémark fermé (Closed Telemark) 12. Télémark ouvert (Open Telemark) 13. Télémark ouvert terminaison plume (Open Telemark Feather Ending) 14. Terminaison plume (Feather Ending) 15. Télémark ouvert tour naturel passant tourbillon externe terminaison plume (Open Telemark Passing Natural Turn Outside Swivel Feather Ending) 16. Tour d'impulsion ouvert (Open Impetus Turn) 17. Tour d'impulsion ouvert suivi par entrelacs depuis position promenade (Open Impetus Turn followed by Weave from PP) 18. Toupie (Top Spin) 19. Télémark naturel (Natural Telemark) | Figures de Slow-fox (suite) 1. Télémark flottant (Hover Telemark) 2. Entrelacs naturel rapide depuis position promenade (Quick Natural Weave from PP) 3. Tour tordu naturel (Natural Twist Turn) 4. Tour inverse ouvert rapide (Quick Open Reverse Turn) 5. Pivot inverse (Reverse Pivot) 6. Télémark ouvert suivi par entrelacs depuis position promenade (Open Telemark followed by Weave from PP) 7. Croisement flottant (Hover Cross) 8. Plume courbée (Curved Feather) 9. Plume arrière (Back Feather) 10. Plume courbée depuis position promenade (Curved Feather from PP) 11. Tour inverse tombant et pivot glissé (Fallaway Reverse Turn and Slip Pivot) 12. Tombant cadencé avec terminaison entrelacs (Lilting Fallaway with Weave Ending) 13. Zig zag naturel depuis position promenade (Natural Zig Zag from PP) 14. Vague inverse étendue (Extended Reverse Wave) 15. Trois pas courbé (Curved Three Step) Figures supplémentaires 1. Double toupie (Double Reverse Spin) 2. Plume flottante (Hover Feather) 3. Télémark flottant naturel (Natural Hover Telemark) |

#### Tempo
Le slow fox de style international se danse sur un tempo de 112 BPM dans les compétitions de la NDCA et sur un tempo de 112 à 120 BPM dans les compétitions de la WDSF, avec quatre temps par mesure,. Le slow fox de style international se danse hors compétition généralement aussi sur de la musique en 
 avec un tempo de 112 à 120 BPM,.

### Style Américain Continuité
Le foxtrot de style américain continuité (American continuity style foxtrot en anglais), est couramment pratiqué aux États-Unis et au Canada en compétition et comme base pour des danses de formation et dans les arts du spectacle. Rarement pratiqué en dehors de ces pays, c'est le style généralement dansé dans le théâtre musical américain et dans les films hollywoodiens. Ce style diffère du style américain social par le fait que les danseurs ne ferment pas leurs pieds à la fin de chaque figure, finissant plutôt les jambes écartées. Par conséquent, les danseurs se déplacent bien plus rapidement dans la salle, avec des mouvements doux et continus qui donnent son nom à ce style. Ce style se distingue du style international plus couramment pratiqué en Europe et dans le reste du monde par le fait que le contact corporel est optionnel. Cela permet aux partenaires de danse un bien plus grand nombre de positions et ainsi d'exécuter de nombreux types de figures qui ne sont pas possibles en style international. Le style américain continuité est attendu en compétition en catégorie Smooth des compétitions de danses de salon de style américain à partir du niveau de danse américain Argent.
La transition d'une position de danse à une autre est un aspect important du style américain. Des positions de danse utilisées couramment incluent par exemple la position normale (fermée) (normal (closed) position), dans laquelle les danseurs se font directement face avec la main droite du « guideur » (typiquement un homme) dans le dos de la suiveuse (typiquement une femme); la position promenade (promenade position), dans laquelle les partenaires ne sont plus exactement face-à-face mais forment un 'V' ; position ouverte (open position), une prise à deux mains avec les bras étendus en avant et légèrement sur les côtés ; et la position ombre (shadow position), dans laquelle les deux partenaires font face à la même direction, plutôt que l'un face à l'autre. Les partenaires peuvement même se séparer complètement sur des courtes périodes. Des « lignes » (lines), dans lesquelles les partenaires forment et maintiennent une position spéciale pendant un bref instant, jouent également un rôle important.
Dans le style américain continuité, comme dans le style international, la plupart des figures sont basées sur des unités de quatre temps avec le rythme lent-vite-vite se répétant à chaque mesure, ou un lent dure deux temps et un vite dure un temps. Différentes variations existent pour de nombreuses figures. La figure serpentine par exemple peut être exécutée en position fermée tout comme en position ouverte ou en position ombre (shadow), avec le « guideur » faisant face ou étant dos à la ligne de danse. De nombreuses figures peuvent être embellies par des tours sous le bras (underarm turn) en particulier durant les transitions entre les figures. Des variations de rythme existent, telles que les quatre pas vite dans la grappe de raisin (grapevine) ou encore la syncope (lent, vite-et-vite, vite) comme dans le chassé.
De nombreuses figures de ce style sont similaires à la valse de style américain continuité (american continuity style waltz), ou le rythme a été modifié en étendant le premier pas de chaque figure sur deux temps. D'autres figures proviennent du style américain social où elles ont été modifiées en les finissant jambes séparées plutôt que jointes.

#### Tempo
Le foxtrot de style américain continuité se danse sur un tempo de 120 BPM dans les compétitions de la NDCA, avec quatre temps par mesure. Ce style se danse hors compétition généralement sur de la musique en 
 avec un tempo de 120 à 136 BPM.

### Style Américain Social
Le foxtrot de style américain social (American social style foxtrot en anglais), était, et dans une certaine mesure est encore communément dansé aux États-Unis comme danse sociale ou festive. Cette danse est particulièrement adaptée à être dansée dans des salles bondées, par des partenaires pouvant ne pas se connaître très bien et par des danseurs n'ayant pas reçu de formation formelle de danse. Sa caractéristique est que les danseurs joignent leurs pieds à la fin de presque chaque figure au lieu de passer une jambe à côté de l'autre et de terminer les jambes séparées. Pour cette raison, les danseurs progressent bien plus lentement autour de la piste de danse que dans le style continuité et certaines figures peuvent même être dansées sur place. De plus, presque chaque figure débute dans la même position, avec les deux partenaires se faisant directement face en position fermée et le « guideur » commençant sur son pied gauche. Étant donné que chaque figure se joint facilement à la prochaine, le « guideur » peut plus aisément enchaîner une multitude de figures à la volée dans une séquence changeante. Le contact corporel n'est pas nécessaire et n'est généralement pas attendu; toutes les figures peuvent être guidées par le cadre de danse formé par les bras. Ainsi, la gêne potentielle du contact corporel entre des partenaires ne se connaissant que peu est évitée. Ce style de foxtrot est le seul autorisé en compétition au niveau Bronze de la catégorie de style américain de danses de salon Smooth. Aux niveaux plus avancés, ce style reste autorisé mais le style continuité est attendu.
Le style américain social utilise des figures de six temps tout comme des figures de huit temps. Les changements rythmiques entre les deux sont une des rares difficultés potentielles de la danse. La syncope est en général évitée.
Les figures de six temps s'étendent sur une mesure et demie et utilisent le rythme lent-lent-vite-vite ou un lent dure deux temps et un vite dure un temps. Des exemples sont : le mouvement basique en avant et en arrière, les quarts de tours alternants (alternating quarter turns [zig-zag]), les tours rock à droite et à gauche (rock turns right and left), la promenade (promenade), la promenade tordue (à 12 temps, promenade twist), la promenade pivotée (à 12 temps, promenade pivot) et le pas balancé (sway step). Les danseurs sociaux utilisent généralement une alternance de quarts de tours pour progresser autour de la salle en zig-zag, en introduisant de la variété avec la promenade. Les tours rock sont utilisés pour changer de direction dans les coins et pour éviter les collisions. Les tours rock et les tours balancés (balance step) peuvent être dansés sur place si l'espace manque pour progresser dans des conditions de foule. Nombreuses de ces figures peuvent être embellies par des tours sous le bras (underarm turn).
Les figures de huit temps s'étendent sur deux mesures et utilisent le rythme lent-vite-vite-lent-vite-vite ou un lent dure deux temps et un vite dure un temps. La majorité d'entre elles peuvent être décomposées en deux figures à quatre temps, mais cela romprait avec la convention que toutes les figures commencent en position fermée avec le « guideur » marchant du pied gauche. Des exemples de figures sont : la boîte en avant et en arrière (forward and reverse box), les tours en boîte à gauche et à droite (left and right box turns), le scintillement fermé avec terminaison promenade fermée (closed twinkle with promenade close ending), le scintillement tombant (fallaway twinkles), le scintillement promenade (promenade twinkle) et le scintillement progressif avec jeu de jambe fermé (serpentine (progressive twinkle) with closed footwork). Certaines figures, telle que « la grappe de raisin » (grapevine), utilisent un rythme plus rapide formé d'une succession de quatre vite. La majorité de ces figures à quatre temps ressemblent aux pas correspondants dans la valse, avec le rythme modifié en étendant le premier pas de chaque figure sur deux temps. À nouveau, nombreuses de ces figures peuvent être embellies avec des tours sous le bras (underarm turn).
La seule syncope communément utilisée est le chassé (également nommée chasse en anglais). C'est une figure à quatre temps avec un rythme lent, vite-et-vite qui peut être insérée entre un scintillement fermé (closed twinkle) et sa terminaison promenade fermée (promenade close ending). Tout comme le style américain continuité, le style social se danse sur un tempo de 30 à 34 mesures (à 4 temps) par minute.

## Compétition
Le slow fox (ou international style foxtrot) est l'une des cinq danses standards formant la structure centrale des compétitions de danse de style international (International Sytle Dance competitions) organisées autour du monde par la Fédération mondiale de danse sportive, ses filiales locales et d'autres organisations. Les compétitions sont en général séparées en six niveaux de difficulté : Bronze (bronze, débutant), Silver (argent, intermédiaire), Gold (or, avancé), Novice, Pre-Championship et Championship. Les danseurs des trois premiers niveaux sont tenus de danser des figures parmi un nombre limité présents dans le programme de chaque niveau. Au contraire, les trois niveaux supérieurs sont ouverts et de nouvelles chorégraphies originales sont autorisées et même encouragées. Les figures autorisées dans les programmes de danse compétitifs sont strictement contrôlées par la Imperial Society of Teachers of Dancing (en).
Similairement, les deux versions du foxtrot américain, et en particulier le style continuité, forment l'une des quatre danses modernes de la catégorie Smooth des compétitions de danses de salon de style américain, organisées principalement aux États-Unis par le National Dance Council of America (NDCA) et USA Dance (en). Les compétitions sont en général séparées en six niveaux de difficulté : Bronze (bronze, débutant), Silver (argent, intermédiaire), Gold (or, avancé), Novice, Pre-Championship et Championship. Les danseurs des trois premiers niveaux sont tenus de danser des figures parmi un nombre limité présents dans le programme de chaque niveau,. Au contraire, les trois niveaux supérieurs sont ouverts et de nouvelles chorégraphies originales sont autorisées et même encouragées. Au niveau bronze (débutant), seul le style social est autorisé; ceci est imposé par les règles requérant de joindre les pieds à la fin de chaque figure. Les styles sociaux ou continuité sont autorisés dès le niveau argent (intermédiaire), mais le style continuité est généralement attendu. De nombreux autres programmes de figures de compétition et instructifs sont publiés par diverses organisations. Ils sont plus ou moins en accord avec les règles de compétition officiels.

## Musique
L'orchestre de Jack Hylton fit des foxtrots l'essentiel de son répertoire et en propagea la mode dans toute l'Europe. L'orchestre de Paul Whiteman en jouait également régulièrement. Enrique Rodriguez, chef d'orchestre de tangos argentins, interpréta également des fox-trots, dont le célèbre La Colegiala, composé en 1938 par Antonio Matas. Walt Disney l'a mis en dessin animé avec Donald et ses neveux sous le titre La milonga del treno. Max Raabe (fondateur du Palast Orchester (en)) et Les Primitifs du futur (Robert Crumb au banjo, J. Michel Davis au xylophone, Daniel Colin à l'accordéon) sont également des groupes jouant principalement des musiques de foxtrot.